# Подгоричка улица (Сомбор)
| Улица Подгоричка | Улица Подгоричка     |
| ---------------- | -------------------- |
|                  |                      |
| Почетак          | Улица Стапарски пут  |
| Крај             | Улица Филипа Кљајића |
| Дужина           | 240 m                |
| Ширина           | 22 до 23 m           |
| Створена         |                      |
| Названа          |                      |
|                  |                      |
|                  |                      |
| Поглед на улицу  |                      |

Улица Подгоричка је једна од старијих градских улица Сомбору, седишту Западнобачког управног округа. Протеже се правцем који повезује Улицу Стапарски пут и улицу Филипа Кљајића. Дужина улице је око 240 м. 

## Име улице
Улица носи назив по главном граду Црне Горе - Подгорици.

## Суседне улице
- Улица Стапарски пут
- Улица Филипа Кљајића
- Улица Соње Маринковић

## Подгоричком улицом
Улица Подгоричка је улица у којој се налази неколико школа. На углу са улицом Стапарски пут налази се старија троспратна стамбена зграда са три улаза.
У улици се налазе и кафић "Падрино", Студио апартман Контрапункт и Продавница ручних радова "Рукотворине - Катарина Дмитрук"

### Школе
- Основна школа "Аврам Мразовић", на броју 2

Школа је основана 22. августа 1953. године. Носи име по Авраму Мразовићу, оснивачу "Норме", најстарије школе за образовање учитеља код јужних Словена.
- Средња медицинска школа "Др Ружица Рип", на броју 9

Школа је основана 1958. године. Школа оспособљава стручне кадрове за потребе здравствене службе: медицинске сестре, лабораторијски и фармацеутски техничари, бабице, зубни техничар итд.
- Средња школа "Свети Сава", на броју 7

Пре данашње Средње школе "Свети Сава" то је била Државна женска занатска школа. Садашње име носи од 1997. године када је проширила делатност текстилне и кожарске струке на подручје рада личних услуга (мушки фризер, женски фризер и маникир-педикир).

### Факултет
- На броју 4 налази се Педагошки факултет у Сомбору

Зграда у којој је смештен Педагошки факултет је изграђена 1963. године. Тада је то била "школа са вежбаоницом и домом ученика". До 1973. године постојала је као Учитељска школа а онда је прерасла у Педагошку академију. Године 1993. је из Педагошке академије створен Учитељски факултет. Од 1973 до 1993 факултет је носио име Жарка Зрењанина. Године 2006. Учитељски факултет постаје Педагошки.

### Студентски дом
Студентски дом "Др Зоран Ђинђић" се налази на крају Подгоричке улице, смештен у непосредној близини Педагошког факултета. Студентски дом је дом прве категорије, изграђен 2008. године, а у фебруару 2009. године усељени су први станари. Капацитет дома је 140 места.

## Саобраћај
Подгоричка улица већим својим делом је затворена за утомобиле. На почетку Подгориче улице, тј. на излазу на улицу Стапарски пут, постављена је заштитна ограда која онемогућава улазак возила. На супротном крају улице омогућен је једносмерни саобраћај из Улице Соње Маринковић, кроз део Подгоричке, у Улицу Филипа Кљајића.

## Галерија
- Основна школа "Аврам Мразовић"
- Основна школа "Аврам Мразовић"
- Средња школа "Свети Сава"
- Средња школа "Свети Сава"
- Средња медицинска школа "Др Ружица Рип"
- Средња медицинска школа "Др Ружица Рип"
- Кафић "Падрино"
- Студентски дом "Зоран Ђинђић"
- Педагошки факултет
- Поглед на улицу из правца улице Филипа Кљајића